# ماساهارو كوتاني
ماساهارو كوتاني (باليابانية: 小谷 勝治) (21 يونيو 1973 في شيزوكا في اليابان – )؛ هو لاعب كرة قدم سابق كان يلعب كمدافع.